# فخر الدين يوسف بن شيخ الشيوخ
فخر الدين يوسف بن شيخ الشيوخ ، أو فخر الدين بن شيخ الشيوخ قائد عسكري مصري، وكان أحد الأمراء المهرة الصالحين في عهد الملك الكامل، وازداد نفوذه في عهد الملك الصالح نجم الدين أيوب، و عهد شجرة الدر فكان قائد للجيش المصري في ذلك الوقت.

## فخر الدين في عهد العادل
بعد وفاة الكامل تولى العادل بن الكامل حكم مصر، وتولى الصالح أيوب وهو أيضا ابن الكامل وأكبر من العادل الإمارة على ثغور الشام، وكان ذلك بتدبير سوداء بنت الفقيه وهي زوجة الكامل وأم العادل، ولما كان العادل ملكا فاسدا فقد أمر بحبس فخر الدين، واتهمه بمكاتبة الصالح نجم الدين وحثه على المجئ لمصر لأخذ الحكم، فقد كان الصالح هو المنافس والعدو الرئيسي للعادل، لذلك تم سجن الأمير فخر الدين.

## فخر الدين في عهد الصالح أيوب
بعد تولى الصالح أيوب حكم مصر، وبعد عزل العادل، أفرج الصالح عن فخر الدين، وعندما جاءته الأخبار من ملك صقلية بمجيء الحملة الصليبية السابعة وتوجهها إلى دمياط، عين فخر الدين قائد للجيوش المحاربة ضد الصليبيين.

## فخر الدين في عهد الحملة الصليبية السابعة
كان فخر الدين خير قائد لتلك الجيوش، وكان بالفعل قد حشد دمياط بأفضل تشكيل من القوات والعدد، ولكن تأخر رد الصالح عليه ببدء الهجوم أصابه بالقلق، فقرر الانسحاب بجنوده إلى اشموم طناح للاطمئنان على الصالح نجم الدين، أو المشاركة في اختيار الحاكم الجديد لو كان الصالح قد مات، خصوصا أن الصالح كانت قد أبرحته العلة في الفراش وكان تقريبا سيموت.
لم يكن نجم الدين قد مات بعد، وقد أدى انسحاب الجنود من دمياط إلى احتلال الصليبيين لها، فغضب نجم الدين، وقرر تقديم فخر الدين والضباط معه إلى المحكمة والتي كانت تتكون من العلماء ورجال الدين، وافقت المحكمة على إعدام فخر الدين وكل قادة الجيش ولكن الحكم لم ينفذ واستمر فخر الدين بقيادة الجيش.

## فخر الدين في عهد شجرة الدر
بعد وفاة الصالح أيوب في 23 نوفمبر 1249، أعلنت زوجته شجرة الدر الخبر حتى تضعف الروح المعنوية للجنود، وذلك حتى يصل توران شاه بن الصالح نجم الدين من دمشق ويتولى مقاليد الحكم، وقد ساعدها في ذلك أيضا فخر الدين.
حقق الأمير فخر الدين في عهد شجرة الدر كثير من الانتصارات على الصليبيين، وأسر منهم الكثير وأسر بعضا من قادتهم، وأيضا غنم كثيرا من الغنائم منهم، ودمر الكثير من سفنهم وشوانيهم.

## وفاته في معركة المنصورة
دل أحد الأهالي الخائنين الصليبيين على سبيل الدخول للمنصورة وكانت عبارة عن مخاضة بحر اشموم مقابل مال قليل، وبالفعل دخلت بعض القوات فقط بقيادة دارتوا إلى المنصورة وتوجهوا إلى قصر المنصورة وكانت به شجرة الدر، وفاجئوا كل من بالقصر، وخرج فخر الدين من الحمام مذهولا وهو لا يعلم ماذا يحدث ففوجئ بالقوات الصليبية تهاجم المكان، فأسرع بمحاربتهم إلى أن قتلوه، واستشهد في 8 فبراير 1250، وللأسف لم يشهد بعد ذلك هزيمة الصليبيين المنكرة .